# Witold Aleksander Herbst
Witold Aleksander „Alex” Herbst (ur. 12 sierpnia 1919 w Warszawie, zm. 25 maja 2017 w Edmonds) – kapitan pilot Polskich Sił Powietrznych.

## Życiorys
Pochodził z rodziny o niemieckich korzeniach. Jego ojciec był agentem polskiego wywiadu w Prusach Wschodnich i z tego powodu został rozstrzelany przez Niemców 5 września 1939 roku. Witold Herbst dorastał w Świeciu. W 1938 został przyjęty do Szkoły Podchorążych Lotnictwa – Grupa Liniowa w Dęblinie (niedoszła XIV promocja). 
Po wybuchu II wojny światowej został ewakuowany na przedmoście rumuńskie, skąd przedostał się do Rumunii, a następnie – w listopadzie 1939 roku – do Francji i dalej do Wielkiej Brytanii. Tu wstąpił w szeregi Polskich Sił Powietrznych, otrzymał numer służbowy RAF P-2116. Od stycznia do lutego 1941 r. latał w 3 Secondary Flying Training School, następnie został przeniesiony na dalsze szkolenie do 54 Operational Training Unit. W marcu 1942 r. został przeniesiony do 58 OTU, skąd w maju otrzymał przydział do dywizjonu 308. W czerwcu został ciężko ranny w katastrofie lotniczej po zderzeniu z innym samolotem dywizjonu. Po rekonwalescencji służył jako instruktor w Link Rainer Neston RAF Northolt. Na przełomie stycznia i lutego 1943 r. powrócił do latania bojowego w dywizjonie 308. W marcu i kwietniu wziął udział w kurskie kontrolerów operacyjnych i kontynuował służbę w 308 dm. W sierpniu 1943 r. został przeniesiony do dywizjonu 303, gdzie służył do września 1944 r. 20 września jego samolot został trafiony przez niemiecką artylerię przeciwlotniczą w rejonie Ostendy, pilot zdołał dolecieć nad tereny zajęte przez wojska alianckie i wyskoczyć ze spadochronem. W listopadzie objął stanowisko instruktora w 61 OTU, służył tam do grudnia. W styczniu 1945 r. został oddelegowany na studia i zwolniony ze służby w Polskich Siłach Powietrznych. 
Wykonał 141 misji bojowych i był trzykrotnie zestrzelony. Uczestniczył m.in. w lądowaniu w Normandii, walkach we Francji oraz operacji Market Garden.
Po zakończeniu działań wojennych w latach pracował w londyńskich restauracjach (1945-1949). Jednocześnie ukończył London School of Economics. Następnie został zatrudniony w ambasadzie Pakistanu. Dzięki lotniczej przeszłości został włączony w tworzenie Pakistańskich Sił Powietrznych – z Londynu koordynował zatrudnianie w nich polskich pilotów. Pracował również w brytyjskim przemyśle lotniczym. Pod koniec lat 60. XX wieku wyjechał do Stanów Zjednoczonych, gdzie pracował w firmach handlowych. Mieszkał w Nowym Jorku oraz Seattle.
Wiele podróżował, odwiedzając również Polskę. Był autorem książek: „Pod angielskim niebem” (1997) oraz „Podniebna kawaleria” (2013) oraz bohaterem filmu Sławomira Cioka pt. Spitfire Liberator: The Alex Herbst Story, którego premiera miała miejsce na Międzynarodowym Festiwalu Filmowy w Cannes w 2017 roku. W Świeciu jego postać została upamiętniona na muralu przy ulicy Sądowej. Zmarł 25 maja 2017 w Edmonds, został pochowany na Holyrood Cemetery k. Seattle.

## Odznaczenia i nagrody
Za swe zasługi Witold Herbst był odznaczany Krzyżem Walecznych (trzykrotnie), Krzyżem Kawalerskim Orderu Odrodzenia Polski i Medalem Pro Memoria. Otrzymał również nagrodę "Teraz Polska 2015" w edycji Zachodniego Wybrzeża USA w kategorii „Osobowość” (2015).